# Liste de clades de dinosaures non aviens
La liste des clades de dinosaures recense les taxons de dinosaures supérieurs à la super-famille.

## A
- Anchisauria
- Ankylopollexia
- Averostra

## C
- Cerapoda
- Coelurosauria
- Colossosauria

## D
- Deinonychosauria
- Diamantinasauria
- Diplodocimorpha

## E
- Eumaniraptora
- Eusauropoda
- Eusaurischia
- Eutyrannosauria

## F
- Flagellicaudata
- Furileusauria

## G
- Genasauria
- Gravisauria

## H
- Hadrosauromorpha

## J
- Haut – A
- B
- C
- D
- E
- F
- G
- H
- I
- J
- K
- L
- M
- N
- O
- P
- Q
- R
- S
- T
- U
- V
- W
- X
- Y
- Z

## L
- Lithostrotia
- Lognkosauria

## M
- Macronaria
- Maniraptora
- Massopoda
- Megaraptora
- Microraptoria

## N
- Neoceratopsia
- Neornithischia
- Neosauropoda
- Neotheropoda

## O
- Ornithischia
- Ornithopoda
- Ornithomimosauria
- Ornithothoraces
- Oviraptorosauria

## P
- Pennaraptora
- Pygostylia
- Plateosauria

## R
- Rinconsauria

## S
- Saurischia
- Somphospondyli

## T
- Tetanurae
- Theropoda
- Titanosauria
- Turiasauria